# Manhattan Community Board 1
Il Manhattan Community Board 1 è una delle suddivisioni del borough di Manhattan, New York. Comprende i quartieri di Battery Park City, Civic Center, Financial District, il South Street Seaport e TriBeCa nella Lower Manhattan, ma anche Liberty Island, Ellis Island e Governors Island. I suoi confini coincidono con Baxter Street e l'East River a est, la Upper New York Bay a sud, il fiume Hudson a ovest e Canal Street a nord.